# Erioptera ferruginea
Erioptera ferruginea är en tvåvingeart som beskrevs av Enrico Adelelmo Brunetti 1912. Erioptera ferruginea ingår i släktet Erioptera och familjen småharkrankar. Inga underarter finns listade i Catalogue of Life.